# 한국의 고고학적 시대분류
한반도의 연대기는 다음과 같이 고고학적 시대로 분류된다.

## 구석기 시대
고대 인류가 한반도에 출현하기 시작한 이 시대의 가장 이른 방사성 탄소 연대 측정법으로는 기원전 4만년에서 3만년 사이로 올라간다. 그러나 이 문제는 여전히 공개적인 의문점이며, 한국의 고고학자들은 보통 구석기 시대 태동기까지 올라간다고 생각하기 때문이다. 이것은 한반도에도 호모 에렉투스가 존재하였음을 의미하기 때문이다.

## 빗살무늬토기 시대
이 시기의 시작은 가장 초기 토기인 덧무늬 토기(융기문 토기)의 출현으로 정의된다. 이 초창기 토기는 기원전 8000년경까지 거슬러 올라간다. 또한 이 시기를 다른 이들은 신석기 시대로 불렀다. 그러나 고고학자들은 기술이나, 사회 구조, 빗살무늬의 특징 등 명백한 고고학적 증거들이 다른 지역의 《신석기 시대》의 것과는 확연한 차이가 있음을 증명하였고, 그래서 신석기 시대라는 별칭은 적절하지 못함을 밝혔다.

## 민무늬토기 시대
이 시기의 시작은 기원전 1500년 경으로 거슬러 올라간다. 고고학자들의 기록은 집단으로 정착 생활을 하며, 민무늬토기로 소규모의 농경을 한 사람들이 한반도의 대부분을 차지하고 있었다는 것을 보여준다. 장거리 교역을 통해 습득된 청동기는 기원전 800년경에 등장을 하였고, 곧 청동의 생산이 뒤를 이었다.

## 원삼국 시대
민무늬토기 시대가 끝나고, 원역사 시대가 기원전 300년경에 시작되었다. 철기가 등장하였고, 청동기는 제사용품으로 더욱 보편화되었다. 원역사 시대는 국가 단위의 사회가 형성되면서 끝나고, 는 기원후 300년경에서 400년경으로 보인다. 이 시기는 삼한 시대로 알려져 있으며, 초기와 말기 철기 시대이며, 원삼국 시대이다.

## 삼국 시대
삼국유사나 삼국사기와 같은 역사서는 국가가 기원전 100년경에 형성되었으며, 고구려도 기원전 57년에 건국되었다고 하지만, 실제로 국가가 나타난 것은 기원후 300년경이라고 추측하고 있다. 초기 역사 시대는 신라가 668년 삼국을 통일함으로써 끝을 맺게 된다.

## 같이 보기
- 고고학적 시대 분류